# 努尔·阿拉姆
努尔·阿拉姆（1929年12月5日—2003年6月30日），巴基斯坦男子曲棍球运动员。他曾代表巴基斯坦国家队参加1956年和1960年夏季奥林匹克运动会曲棍球比赛。